# Hr.Ms. O 4 (1914)
De Hr.Ms. O 4 was een Nederlandse onderzeeboot van de O 2-klasse. De O 4 is net als de andere onderzeeboten van de O 2-klasse gebouwd door de scheepswerf Koninklijke Maatschappij De Schelde uit Vlissingen. Op 17 juni 1914 werd het schip onder het commando van luitenant-ter-zee 1e klasse Dionys van Nijmegen Schonegevel in dienst genomen.
De O 4 week op verschillende punten af van de andere onderzeeboten van de O 2-klasse. Zo had de O 4 geen Zeiss-periscoop, maar twee door twee vierhoekige periscopen. Verder was het de eerste Nederlandse onderzeeboot die in 1918 werd uitgerust met een zogenoemde snuiver. Een snuiver is een smalle buis die bedoeld is om lucht in te nemen zodat de dieselmotor ook onder water gebruikt kon worden, het systeem werd ook getrimde diesel genoemd. De snuiver die geïnstalleerd werd op de O 4 werkte verre van optimaal. Ook is de O 4 de eerste Nederlandse onderzeeboot die werd uitgerust met een passieve sonar.
Tijdens de Eerste Wereldoorlog was de O 4 gestationeerd in Vlissingen. Koningin Wilhelmina bezocht voor en tijdens de Eerste Wereldoorlog een aantal onderzeeboten, de O 4 was de eerste in deze reeks.